# Le Beau Tambour
Albums de Henri Dès
Les Trésors de notre enfance, vol. 1
(1985) La Glace au citron
(1988)
Le Beau Tambour est le sixième album pour enfants d'Henri Dès sorti en 1986. Il se vend en moins de trois mois à 40 000 exemplaires, dont 10 000 en Suisse.
La chanson phare de l'album fait l'objet d'un vidéoclip, tourné par Christian Liardet et subventionné par le canton de Vaud et la ville de Lausanne,,.
Deux chansons de l'album (Le beau tambour et Pour toi maman) sont vendues en 1991 sous la forme de boîtes à musique.

## Liste des chansons
1. Le beau tambour
2. Pour toi maman
3. Le petit chemin
4. Mes petits souliers
5. Petits matins des vacances
6. Camions ça fait prout
7. La ferme des prés
8. Le petit bois caché
9. Vagues vaguelettes
10. Le petit zinzin[7]
11. La bouteille à la mer
12. Le grand frère et la petite sœur